# 알렉산더 슈볼로브
알렉산더 슈볼로브(Alexander Schwolow, 1992년 6월 2일 ~ )는 독일의 축구 선수로 현재 독일 분데스리가의 우니온 베를린 소속 골키퍼이다.